# Ключ 36
| 夕                     | 夕            | 夕            |
| ---------------------- | ------------- | ------------- |
| 35                     | 36            | 37            |
| Піньінь:               | xī            | xī            |
| Чжуїнь:                | ㄒㄧ          | ㄒㄧ          |
| Вейд-Джайлз:           | hsi1          | hsi1          |
| Ютпхін:                | zik6          | zik6          |
| Он:                    |               |               |
| Кун:                   |               |               |
| Кандзі:                | 夕 yūbe       | 夕 yūbe       |
| Хун:                   | 저녁 jeonyeok | 저녁 jeonyeok |
| Им:                    | 석 seok       | 석 seok       |
| Індекс у Вікісловнику: | 夕            | 夕            |

Ключ 36 — ієрогліфічний ключ, що означає вечір або захід сонця і є одним із 31 (загалом існує 214) ключа Кансі, що складаються з трьох рисок.
У Словнику Кансі 34 символи із 40 030 використовують цей ключ.

## Символи, що використовують ключ 36

Як писати ієрогліф.

| кількість рисок | ієрогліфи   |
| --------------- | ----------- |
| без додаткових  | 夕          |
| 2 додаткові     | 外 夗 夘    |
| 3 додаткові     | 夙 多 夛 名 |
| 5 додаткових    | 夜 夝       |
| 7 додаткових    | 夞 够       |
| 8 додаткових    | 夠 梦       |
| 9 додаткових    | 夡          |
| 11 додаткових   | 夢 夣 夤 夥 |